# Lü (Houshao)
Lü, född okänt år, död 180 f.Kr., var en kinesisk kejsarinna, gift med kejsar Han Houshao. 
Hon var Änkekejsarinnan Lüs brorsdotter. När Lü var döende arrangerade hon äktenskapet mellan kejsaren och sin brorsdotter och utnämnde kejsarens nya svärfar, sin bror, till kejsarens regent. När klanen Lü störtades efter Lüs död, avrättades kejsarparet. 